# جوی‌راید
«جوی‌راید» (به انگلیسی: Joyride) (به معنی ماشین‌سواری تفریحی و ماشین‌دزدی تفریحی) ترانه‌ای نوشته شده توسط پر گسله است که اولین تک‌آهنگ منتشر شده از گروه دو نفره پاپ/راک راکست از آلبوم سال ۱۹۹۱ آنها به نام جوی‌راید می‌باشد، که دنباله آلبوم بسیار موفق آنها، گوش به زنگ باش! است. این تک‌آهنگ در زمان انتشارش در صدر جدول‌های فروش اروپا، استرالیا، کانادا و ایالات متحده قرار گرفت و یک هفته در بیلبورد ۱۰۰تای برتر در جایگاه نخست قرار داشت. در پادشاهی متحده نیز «جوی‌راید» رتبه ۴اُم را به خودش اختصاص داد.
بر اساس یک مصاحبه؛ گسله توضیح داد که ایده خط شروع این ترانه را از دوست دخترش (همسر فعلی) که پیغامی را برای او روی پیانو با عنوان «سلام دیوونه، دوست دارم» گذاشته بود، گرفته‌است.
«جوی‌راید» مجموعاً در جدول تک‌آهنگ‌های ۱۱ کشور در رتبه اول قرار گرفت.

## قالب‌ها و لیست تِرک‌ها
CD maxi
1. «جوی‌راید» (۷" نسخه) — ۴:۰۱
2. «برگرد (قبل از اینکه ترکم کنی)» — ۴:۳۶
3. «جوی‌راید» (۱۲" میکس دوباره مجیک فرند) — ۶:۱۱
4. «جوی‌راید» (میکس دوباره ایالات متحده) — ۴:۰۵

۷" تک‌آهنگ
1. «جوی‌راید» — ۳:۵۸
2. «برگرد (قبل از اینکه ترکم کنی)» — ۴:۳۴